# سامول کی. شوکوریان
سامول کی. شوکوریان (ارمنی: Սամվել Շուքուրյան؛ زادهٔ ۱۸ اوت ۱۹۵۰) دانشمند رایانه و مهندس اهل ارمنستان است. در سال ۱۹۷۲ از دانشگاه پلی‌تکنیک ارمنستان فارغ‌التحصیل شد. وی از سال ۱۹۹۶ عضو فرهنگستان ملی علوم ارمنستان می‌باشد.